# Franz Oliver von Jenison-Walworth

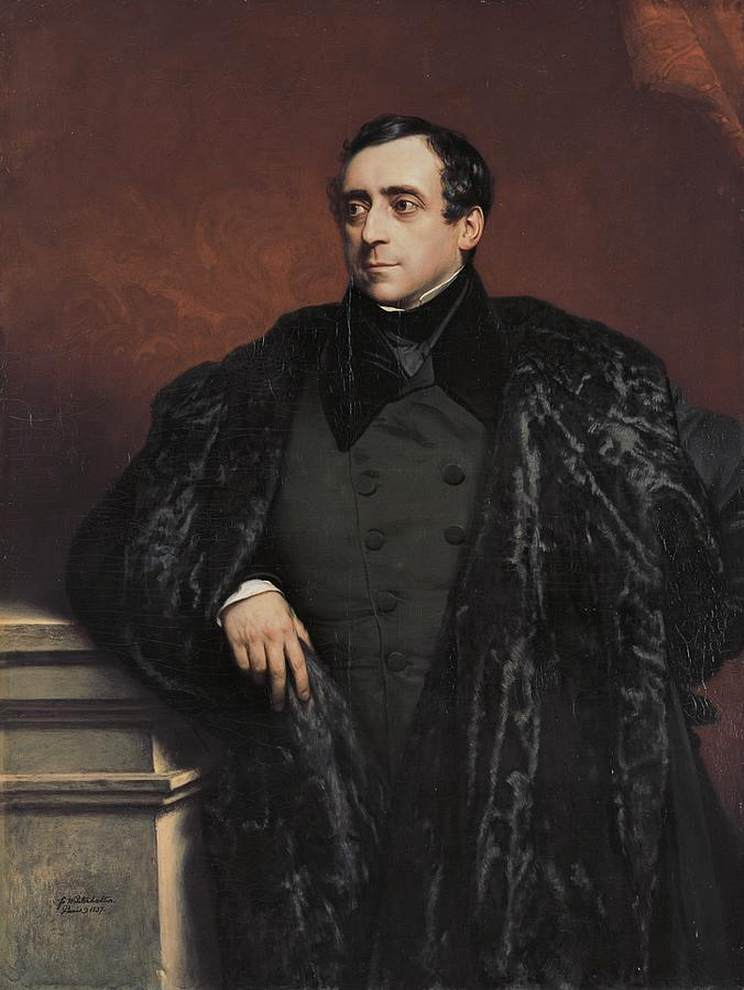
Franz von Jenison-Walworth (1837)
Maler: Franz Xaver Winterhalter, Öl auf Leinwand, 131,0 × 98,0 cm,
Neue Pinakothek, München

Graf Franz Oliver von Jenison-Walworth (* 9. Juni 1787 in Heidelberg; † 20. Mai 1867 in Florenz) war ein bayerischer Politiker und Diplomat.

## Leben
Franz Oliver wurde 1787 als der Sohn des darmstädtischen Hofmarschalls Franz von Jenison zu Walworth (1764–1824) und dessen Gemahlin Charlotte geb. Freiin von Cornet (1766–1864) geboren. Sein Großvater Franz Jenison hatte mit seiner Familie England verlassen und sich 1775 in Heidelberg angesiedelt.
Franz von Jenison-Walworth begann seine diplomatische Laufbahn mit 23 Jahren als bayerischer Legationssekretär in Berlin; 1811 wurde er in gleicher Eigenschaft nach Sankt Petersburg, 1813 nach Paris, 1814 nach London versetzt. Nach dem Abgang von Johann Casimir Häffelin als bayerischer Gesandter für Neapel, wurde er 1816 Geschäftsträger für Neapel, mit Residentur in Rom und bekleidete diesen Posten bis 1821. Von dort aus berichtete er der bayerischen Regierung über die Eindrücke, welche die Verkündigung der bayerischen Verfassungsurkunde vom 26. Mai 1818 auf die römische Kurie machte. 1824 heiratete er Amalie Batthyány (1805–1866), Tochter des Grafen József Sándor Batthyány (1777–1812) und Barbara Skerlecz von Lomnicza (1779–1834). Noch im selben Jahre wurde er zum bayerischen Gesandten am niederländischen Hof ernannt, aber schon im Frühjahr 1826 abberufen und in den zeitweiligen Ruhestand versetzt.
Von 1833 bis 1847 bekleidete Franz Oliver von Jenison-Walworth die bayerischen Gesandtschaftsposten an den wichtigsten Höfen Europas: von 1833 bis 1835 war er Gesandter in London; 1835 wurde er Gesandter in Paris, 1840 in Sankt Petersburg und 1842 in Wien. 1847 trat er in den Ruhestand.
Die letzte Zeit seines Lebens verbrachte er in Italien. Er starb 1867 im Alter von 79 Jahren in Florenz.

## Ehrungen und Mitgliedschaften
- 1839: Ehrenmitglied der Bayerischen Akademie der Wissenschaften
- 1853: Titel und Rang eines Staatsrats im außerordentlichen Dienst